# Пининг, Карл
Карл Теодор Пининг (нем. Karl Theodor Piening; 14 апреля 1867, Билефельд — 18 марта 1942, Бремен) — немецкий виолончелист и дирижёр.
Сын органиста Людвига Пининга (1838—1912). Учился игре на виолончели в Зондерсхаузене у Карла Шрёдера (1884—1886), затем в Берлинской Высшей школе музыки у Роберта Хаусмана (1886—1890), там же занимался камерным ансамблем под руководством Йозефа Иоахима и Вольдемара Баргиля.
В 1890—1892 гг. работал в Глазго, главным образом выступая в составе струнного квартета Мориса Сонса. Вернувшись в Германию, в 1893—1894 гг. играл в оркестре в Крефельде, а затем обосновался в Майнингене как концертмейстер виолончелей в придворном оркестре (позднее, в 1915—1920 гг., был его главным дирижёром). Был близок с Иоганнесом Брамсом, музицировал с ним вместе. Как ансамблист гастролировал в составе Майнингенского квартета (первоначально под руководством Брама Элдеринга) в Нидерландах, Бельгии, Швейцарии, Великобритании. Выступал как солист со своим оркестром, среди прочего исполнил виолончельные концерты Эжена д’Альбера и Фридриха Гернсхайма с авторами за пультом — во втором случае на его счету и премьера (16 февраля 1907 года в Эйзенахе). Ещё одна заметная премьера с участием Пининга — концерт для виолончели с оркестром Анри Марто (29 мая 1905 года, Дортмунд). Был удостоен звания камер-виртуоза и Золотой медали искусства и науки герцогства Саксен-Мейнинген (1899). После 1920 г. вернулся в Билефельд.